# Wanted (película)
Wanted (Se busca en Hispanoamérica) es una película estadounidense de 2008 basada en el cómic de Mark Millar. La película está escrita por Chris Morgan, Michael Brandt y Derek Haas, dirigida por Timur Bekmambetov y protagonizada por James McAvoy, Angelina Jolie, Morgan Freeman, Thomas Kretschmann, Common, Terence Stamp, Konstantin Khabensky y Chris Pratt. La historia se centra en Wesley Gibson, un frustrado contable que descubre ser el hijo de un asesino profesional y decide unirse a una sociedad secreta llamada La Fraternidad, en donde trabajaba su padre.
La producción comenzó en abril de 2007 en la República Checa y en Chicago. Wanted se estrenó el 25 de junio de 2008 en el Reino Unido y dos días después en Estados Unidos. La película recibió críticas positivas y obtuvo éxito de taquilla a los dos lados del océano. Fue nominada a dos premios Óscar en las categorías de Mejor edición de sonido y al de mejor sonido.

## Argumento
Wesley Gibson es un joven cansado y agobiado por tener que vivir como uno más en el mundo, sin destacar en nada, soportando la presión que recibe por parte de sus superiores en el trabajo y por otro lado, la incomprensión por parte de su novia, quien le es infiel con su mejor amigo. 
Además, Wesley sufre de una condición médica no aclarada que lo coloca terriblemente en ataques de ansiedad en condiciones de estrés, por lo que debe medicarse constantemente. 
Una noche, una mujer llamada Fox encuentra a Wesley en una farmacia y luego de salvar a Wesley de morir en un tiroteo, le da la oportunidad de vengar a su padre, quien fue asesinado un día antes, y le explica que este era miembro de una organización de asesinos. Wesley se muestra reacio a la oferta, pero tras recibir los cuantiosos fondos de su padre además de sus propiedades, Wesley decide aceptar el ofrecimiento y renuncia a su trabajo, humillando a su jefa y rompiéndole la cara a su amigo por traicionarlo. Fox le presenta entonces al líder de la organización, Sloan, quien le enseñará a seguir los pasos de su padre para que llegue a ser mejor que él y poder vengar su muerte.
Tras llegar a la fraternidad, Wesley es sometido a un duro entrenamiento, donde aprende que su condición médica no es un exceso de ansiedad, sino un rara y única habilidad de descargas de adrenalina que le permite reaccionar, pensar, moverse y ver cosas más rápido de lo normal, y sus reflejos se ven aumentados enormemente debido a ello. Luego de aprender a usar estas descargas de adrenalina, habilidades de combate y a disparar balas con trayectorias curvas, y de finalmente descubrir quién es en realidad, Wesley siente que está listo para matar a Cross, el asesino de su padre y traidor de la Fraternidad de asesinos a la que ahora pertenece. Sloan le revela a Wesley una máquina tejedora, la cual era controlada por "el destino" y daba en sus tejidos los nombres de las personas que debían ser asesinadas para mantener el equilibrio en el mundo, tal y como se había ideado hace mil años.
Luego de superar el problema moral que le producía a Wesley el asesinar gente que no conocía (Gracias a Fox, quien le cuenta su experiencia con los asesinos), este finalmente da con Cross en un tren. Tras una espectacular persecución y tiroteo, Wesley venga a su padre dándole muerte al hombre que lo quería matar desde el encuentro con Fox en la farmacia, o al menos eso era lo que él creía.
Antes de morir, Cross dice que Wesley es su hijo, y que todo lo que le dijeron era una mentira. La razón por la que Cross dejó la Fraternidad fue porque Sloan descubrió que su nombre salió en uno de los tejidos y se rehusó a aceptarlo, por lo que comenzó a crear sus propios "objetivos" (Telas donde aparecían quienes debían morir).
Cuando Wesley comprende todo esto se rehúsa a seguir los deseos de su padre, y decide vivir una vida normal, dejar todo como está y escapar a otro continente. Y hurgando entre las pertenencias de su verdadero padre encuentra extrañamente la misma tecnología que "El Ruso" (quien curaba las heridas de Wesley tras los entrenamientos y llegó a morir por un error de Wesley) le presentó dentro de la Fraternidad: usar ratas con bombas atadas a ellas, lo que da a entender que "El Ruso" era un aliado de Cross infliltrado en la Fraternidad; quien le dijo al momento de hacer explotar la bomba de una de sus ratas "Imagínate si tuvieramos miles".
Finalmente Wesley usa esta idea y destruye la Fraternidad, llegando finalmente a Sloan y Fox, quienes obviamente lo querían matar; en ese momento Wesley les revela la verdad a los presentes, y Sloan se la reconoce, y les dice además que todos los asesinos presentes ahí, incluida Fox, habían salido en el telar antes, señalando que le debían la vida.
Sloan intenta persuadir a todos los asesinos de la fraternidad para que maten a Wesley olvidándose del código y argumentando que él los salvó a todos de su destino. Sin embargo, Fox lanza un último y excepcional disparo con trayectoria curva y mata a todos los asesinos (incluyéndose) con la misma bala. Es así como Wesley decide tomar el control de todo y para ello su primer objetivo será dar muerte a Sloan.
Luego, Sloan cree estar a punto de matar a Wesley, quien realmente era un señuelo, para que Wesley asesinara a Sloan como Cross asesinó al falso padre de Wesley. La película termina igual que el cómic, con Wesley volviéndose a la cámara para preguntarle a la audiencia de qué han hecho últimamente.

## Reparto
- James McAvoy como Wesley Gibson.
- Morgan Freeman como Sloan.
- Angelina Jolie como Fox.
  - Scarlett Sperduto como la joven Fox.
- Thomas Kretschmann como Cross.
- Common como Earl Malcolm Spellman.
- Konstantin Khabensky como el exterminador.
- Marc Warren como el reparador.
- Dato Bakhtadze como el carnicero.
- Terence Stamp como Pekwarsky.
- David Patrick O'Hara como Sr. Cross
- Chris Pratt como Barry.
- Kristen Hager como Cathy.
- Lorna Scott como Janice.
- Sophiya Haque como Puja.
- Brian Caspe como el farmacéutico.
- Mark O'Neal como el co-trabajador.
- Bridget McManus como la cajera.
- Bob Ari como el hombre en el limo.
- Brad Calcaterra como Max Petridge, un asesino.
- Julia Copeland como el conductor.
- Claudia DiBiccari como una peatona.
- Sharlene Grover como una huésped en el hotel.
- Michael Jeremiah como el tejador.
- John Joseph MacDonald como el señuelo de Wesley Gibson
- Joseph Mazurk como el peatón que está al lado del apartamento de Wesley Gibson.
- Tyson Minnick como un hombre en la acera.
- Larry Nazimek como un conductor.
- Eliyas Qureshi como el asesino de Wesley Gibson.
- Amit Shah como un huésped en el hotel.
- Giota Trakas como el dependiente del almacén.
- Mike Whyte como el hombre de negocios.
- Bernadett Belinda York como la mujer en la acera.
- George Zerante como un conductor.
- Joshua Zumhagen como un peatón.

## Producción

### Guion
Los capítulos del cómic de Wanted de Mark Millar atrajeron la atención del ejecutivo de Universal Pictures, Jeff Kirschenbaum, un admirador de los cómics que estaba interesado en realizar una adaptación cinematográfica y animó a la productora de que se hiciera con los derechos de la serie de Millar. En 2004, el productor Marc Platt preparó el desarrollo de la adaptación y en diciembre de 2005, el director rusokazajistaní, Timur Bekmambetov fue contratado para dirigir su primera película de habla inglesa con el guion de Derek Haas y Michael Brandt. Tras leer el primer borrador, Millar declaró que no le acababa de convencer:

Quería que la película fuera justo lo contrario de lo que era Spider-Man, la idea de que alguien obtenga poderes y descubra que puede hacer lo que le plazca y que elija el lado oscuro. Aquel guion era más de lo mismo. Parecía una "americanada" hasta que vino Timur con su cosecha de la Europa del Este y lo convirtió en algo más sórdido. [Timur Bekmambetov] Buscaba la esencia del cómic.

Bekambetov comentó que la película podría mantener los mismos personajes que los del cómic (finalmente no fue así) aunque el director tomó la libertad en adaptar el cómic a la gran pantalla. En julio de 2006, el guionista Chris Morgan fue contratado para revisar el tercer acto del borrador escrito por Haas y Brandt, los cuales volvieron a pulir al personaje de Wesley Gibson, quien quedaba establecido en el primer borrador.
Mark Millar, tras previsualizar el rodaje de la película declaró que la producción fílmica cumplía sus expectativas. Según su opinión, la primera mitad de la película se asemejaba a la novela gráfica al igual que el ending, aunque también halló algunas diferencias respecto a su obra. El traje de superhéroe del cómic fue también desechado a excepción del atuendo de cuero desgastado de Wesley Gibson y Fox. Casualmente, hubo un intento por parte de escribir la novela gráfica, aunque él y J. G. Jones decidieron olvidarse.

Quise que [los personajes] tuvieran poderes y que vistieran esos atuendos para la iniciación, pero solo para una escena. Y me olvidé.

Millar añadió que le hubiese gustado que aparecieran los supervillanos del cómic en el film, no obstante fue tolerante con la mayor parte de los cambios del argumento, entre la que se encuentra el telar del destino, la cual decidía la suerte de los que debían morir. Angelina Jolie pidió la muerte para Fox considerando que "si ella tan solo mataba gente sin justificación y formaba parte de algo que no era justo, debería quitarse la vida."

### Reparto
A comienzos de 2006, James McAvoy se presentó al casting de reparto, pero fue rechazado ya que el estudio buscaba un actor con una destacada trayectoria hollywoodiense y atlético. Finalmente reflexionaron y fue escogido por su complexión introvertida en comparación con los demás que se presentaron. Según McAvoy, la productora buscaba algún geek. En octubre de 2006 fue elegido y empezó a ejercitarse para mejorar su condición física para las escenas de acción, durante el rodaje, el actor sufrió varias lesiones, entre ellas una torcedura de tobillo.
Angelina Jolie fue elegida en marzo de 2007 después de que el guionista Dean Georgaris reescribiera el guion para adaptarlo a ella. Millar se volvió más entusiasta con el proyecto al saber que Jolie había aceptado el papel de Fox y declaró: "la única manera de ellos hubieran encontrado a una gran estrella para este papel es si hubieran contratado a un arrastrado Tom Cruise. Jolie decidió hacer que su personaje pareciera "distante e intratable" por la sorprendente calma de ella en varias escenas. La actriz comentó que se inspiró en Clint Eastwood, quien la dirigiera en Changeling, para su actuación.
Common estuvo interesado en conseguir un papel tras leer el guion y por el hecho de trabajar junto con McAvoy, Jolie y Morgan Freeman. Para prepararse para su papel tuvo que aprender a usar armas de fuego aunque alegó no ser partidario de ellas. Konstantin Khabensky, quien ya trabajara para Bekmambetov en Nochnoi dozor fue elegido por el director para tener algún conocido en el rodaje. El actor británico Marc Warren aceptó un papel en la producción porque siempre quiso participar en una película taquillera. Thomas Kretschmann al principio quería emular a su personaje del cómic, pero Bekmambetov le convenció de que no lo hiciera. Para su actuación estuvo practicando durante horas la puntería con un arma. Al principio Kristen Hager audicionó para el papel de Fox, aunque finalmente se decantó por el de Cathy, personaje que consideraba divertido para interpretar.

### Rodaje
Las locaciones de la cinta se ubican mayormente en Chicago y el rodaje tuvo lugar en abril de 2007. Varias escenas de persecuciones (incluyendo la del helicóptero) tardaron dos días en filmarse en la zona de Wacker Drive, a lo largo del río Chicago entre Columbus Drive y LaSalle Street. Para filmar la primera escena se hizo uso del edificio Carbide & Carbon. En mayo, todo el equipo se trasladó hasta la República Checa en donde estuvo doce semanas. Allí hicieron uso de una antigua fábrica azucarera de Praga, en la que el diseñador de producción, John Myhre construyó una gran fabrica textil. Asimismo, una escena fue rodada en el castillo de Pernštejn. Más adelante, el equipo se trasladó a Budapest y regresó a Chicago en agosto. Originalmente, la película tenía una apertura y un final alternativo (disponible en la edición especial del DVD y Blu-Ray). En el opening alternativo, un flashback que retrocede hasta tiempos inmemoriales describe la historia de la Hermandad y el "telar del destino".
En la producción trabajaron ocho compañías de efectos visuales, la mayor parte del trabajo la realizó la compañía Bazelevs. Los convoyes del Metro de Chicago y de los ferrocarriles europeos Pendolino fueron construidos, y combinados con animación CGI para las escenas de acción. Para determinadas escenas de acción, los actores debían practicar sprint y parkour.

## Estreno
En un principio, el estreno de la película en los cines estaba previsto para el 28 de marzo de 2008, pero el 27 de diciembre de 2007, Universal anunció que se aplazaría su estreno hasta junio de 2008. El 25 de junio comenzaron los primeros tráileres de la producción en el Reino Unido. El 19 de junio se proyectó en el Festival de Cine de Los Ángeles.

### Doblaje en ruso
Dado los orígenes rusos del director, Universal realizó un remake especial ambientado en Rusia. La traducción literaria del inglés fue llevada a cabo por Sergéi Lukiánenko. Varios de los textos que aparecían en la pantalla e importantes para el argumento fueron traducidos mediante CGI sin necesidad de recurrir a actores de voz o subtítulos que sirvieran de traducción. Muchos actores rusos, la mayoría de ellos trabajó bajó las órdenes de Bekmambetov en Guardianes de la noche y Guardianes del día, doblaron a los personajes principales, entre ellos Konstantin Khabensky al Exterminador. James McAvoy también se ofreció a doblar a su propio personaje (Wesley Gibson) a pesar de la barrera del idioma. La canción compuesta por Danny Elfman, The Little Thigs, fue versionada en ruso por el propio compositor, por su parte, Bekmambetov dirigió un videoclip para la banda Delta como parte de una campaña de marketing viral en Rusia.

### Taquilla
Wanted se estrenó en 3.185 salas y obtuvo 50.927.085 dólares en su primera semana desbancando WALL·E en el primer puesto de la cartelera. En el extranjero, la película recaudó 33 millones en su primera semana batiendo records en Rusia y Corea del Sur. En las taquillas estadounidenses y canadienses, el film recaudó 134.508.551 y 206.924.701 dólares en el mercado internacional sumando un total de 341.433.252 dólares.

### Ventas
La película se lanzó en DVD y Blu-ray el 2 de diciembre de 2008 en Estados Unidos en edición sencilla y de coleccionista. La edición especial trae aparte de la película, un fotomontaje de los Asesinos, tarjetas coleccionables y fotogramas de la película. El DVD debutó en segundo lugar por detrás de Las crónicas de Narnia: el príncipe Caspian, y generaron ingresos de cerca de 65 millones de dólares en febrero de 2009. La edición en Blu-ray alcanzó el primer lugar de ventas.

## Recepción
La película recibió en su mayoría críticas positivas por parte de los críticos. Desde Rotten Tomatoes le dieron un 72% de puntuación basándose en los comentarios de 193 críticos con un rating de 6.5 de 10. El consenso alcanzado en la website fue que "Wanted es un tráiler con ritmo frenético, con momentos chispeantes hechos para la audiencia veraniega". Entre los "Top Critics" de Rotten Tomatoes, los cuales están formados por conocidos críticos de medios de prensa, websites y de programas televisivos y radiofónicos, la película tuvo una gran aprobación por parte del 77% basado en la recopilación de 35 críticas. Metacritic, la cual asigna datos normalizados de 0 a 100 críticas por parte de los críticos cinematográficos puntuaron al film con un 64 basándose en 38 críticas.
Lisa Schwarzbaum de Entertainment Weekly recopiló varias críticas comentando que "Wanted carece de lógica y es una estupidez" además de declarar que "era horrible y violenta aunque no se podía negar que tuviera gracia". Por otra parte, Tom Long de The Detroit News declaró que "la película podría ser una de las películas más alocadas del siglo o quizá un gran desperdicio. La verdad es que es una combinación de ambas, pero que aun así funciona." Claudia Puig de USA Today hizo hincapié en los dobles de las escenas de acción que disputaron el protagonismo de los actores principales de esta película. John Rosenblatt de The Austin Chronicle comentó los mismos detalles y declaró que "si la revista Maxim hubiese decidido diversificar la película, Wanted hubiese sido un gran sinsentido doloroso de realizar", y David Fear de Time Out New York se refirió a la película como "el equivalente cinematográfico de una bebida energética. [La película] te mantiene la adrenalina al máximo hasta dejarte malhumorado minutos después. Este ejemplo de violencia extrema empieza a ser un insulto cuando los espectadores ven como un McAvoy apalizado es representado como un perdedor como el resto de los mortales." Frank Lovece de Film Journal International, uno de los pocos críticos principales que ha leído los cómics declaró que la película era bastante floja en comparación con las historietas. Declaró que el personaje principal del cómic podría haber ido más lejos, "romper la cuarta pared y posicionarse como el "líder de la prisión" y dirigir alguna burla a sus lectores que les ha gustado la serie," Lovece creyó que, "aunque Millar podría haber menospreciado a sus lectores - y por extensión, el medio en el que trabaja - al menos tiene su punto de vista, y lo completa con un estilo que sin duda al film le faltó. Roger Ebert de Ebert & Roeper declararon que "en Wanted han pisado el pedal del acelerador sin soltarlo. Tenemos una escena de acción agotadora y violencia sin fin con varias maneras de atacar, defender, con emboscadas y palizas, por otra parte, Richard Roeper comentó: "[Wanted] esta hecha para aquellos fans cinéfilos que solo quieren ver grandes efectos visuales, escenas impresionantes y actuaciones maravillosas."
Erick Amaya de Cómic Book Resources comentó: "El gran error de la película fue alejarse de lo que es la esencia del cómic" y añadió: "si has visto alguna vez una película sobre un clan de asesinos, más o menos sabrás cómo es la película. El ritmo y la destreza en el film sirvieron para equilibrar un poco esos fallos." Tom McLean de Newsarama declaró que "aunque la historia se desviara bastante de la del cómic, la película ha resultado ser una entretenida película de acción que preserva la premisa de la historieta con una actitud descarada diferente pero satisfactoria."
En territorio europeo, Peter Bradshaw de The Guardian comentó sobre el guion: "es como si hubiese sido escrito por un grupo de treceañeros para los que el sexo sigue siendo un misterio, y el resultado de la película como una emisión política en mitad de una convención misógina," tras el comentario añadió: "en un mundo ideal, el título de la película debería llevar un "No" delante". Kim Newman, de Empire alabó a Bekmambetov como "el mayor emigrante dedicado a la acción desde John Woo", y comentó que la violencia macabra del film muestra una sugestión incomoda del cómic en el que el escapismo es enorme.
Wanted ganó el premio Empire a la mejor película de ciencia ficción o de superhéroes de 2008. La película fue nominada a dos premios Óscars: a la mejor edición de sonido y al mejor montaje de sonido; obtuvo un Critics Choice Awards a la mejor película de acción, un premio Saturn a la mejor película fantástica, tres MTV Movie Awards,

## Merchandising

### Banda sonora
El compositor Danny Elfman fue invitado para componer la banda sonora de la película, ante tal propuesta, aceptó como admirador de las anteriores películas de Bekmambetov: Guardianes de la noche y Guardianes del día. Considerando que la película podría salir "un poco rara y sarcástica", decidió interpretar una pieza de guitarra con los sonidos más rudos y metaleros posibles".
El propio Elfman compuso e interpretó el tema central de la película: The Little Things. Al principio, [la canción] debía ser un riff de guitarra, a la que le añadieron elementos de percusión y letras por petición de los productores. En aquel momento, Elfman se encontraba en Londres componiendo para Hellboy II: The Golden Army cuando recibió una llamada del cineasta ruso para la producción de la canción, la cual tuvo una versión en ruso.
Otras pistas que aparecieron en la película fueron Every Day Is Exactly the Same de Nine Inch Nails. Para dar un toque más cómico al film durante la escena de la persecución con los coches sonaba Escape (The Piña Colada Song) de Rupert Holmes y Con te partirò de Andrea Bocelli.

#### Listado de pistas
Todas las canciones escritas y compuestas por Danny Elfman. 
| N.º | Título                      | Duración |  |
| 1.  | «The Little Things»         | 3:26     |  |
| 2.  | «Success Montage»           | 3:32     |  |
| 3.  | «Fraternity Suite»          | 3:28     |  |
| 4.  | «Wesley's Office Life»      | 5:15     |  |
| 5.  | «The Scheme»                | 1:44     |  |
| 6.  | «Fox in Control»            | 2:16     |  |
| 7.  | «Welcome to the Fraternity» | 4:28     |  |
| 8.  | «Fox's Story»               | 3:29     |  |
| 9.  | «Exterminator Beat»         | 2:52     |  |
| 10. | «Rats»                      | 3:28     |  |
| 11. | «The Train»                 | 3:59     |  |
| 12. | «Revenge»                   | 4:33     |  |
| 13. | «Fox's Decision»            | 2:29     |  |
| 14. | «Breaking the Code»         | 1:21     |  |
| 15. | «Fate»                      | 1:46     |  |

### Videojuego
El 3 de abril de 2009 se publicó un videojuego titulado Wanted: Weapons of Fate. Fue desarrollado por GRIN y publicado por Warner Bros. Interactive Entertainment para Microsoft Windows, PlayStation 3 y Xbox 360, a pesar de no ser una adaptación de la película, la trama se sitúa a las cinco horas después de la escena final de la misma.

## Secuela
Actualmente, Bekmambetov está planeando una secuela de Wanted con el estudio, aunque el historietista Mark Millar descartó la posibilidad de escribir una segunda parte del cómic. No obstante, está creando una historia con los productores. En noviembre de 2008, el guionista Chris Morgan escribió un borrador que serviría de continuación de la primera película, pero lo dejó por el "excesivo sobresfuerzo, en abril de 2009, le cedió el testigo a Evan Spiliotopoulos. Terence Stamp describió a Pekwarsky como "alguien hecho para una secuela", y Common mostró interés por una precuela considerando que tanto su personaje como el de Angelina Jolie (Fox) merecían más protagonismo. En junio de 2009, Bekmambetov declaró que la preproducción de la segunda entrega empezaría en el otoño septentrional. El presupuesto para la película es de 150 millones de dólares y será rodada en Estados Unidos, India y Rusia. También añadió que algunos personajes fallecidos en la primera película, podrían "resucitar", en especial Fox y El Exterminador. En el mismo mes, en la Convención del Cómic de San Diego, Mark Millar declaró que el borrador podría seguir el mismo argumento de la fraternidad internacional de asesinos de la historieta. En febrero de 2010, algunos medios informaron de que Jolie había empezado a trabajar en la secuela. Hubo algunos rumores de que Universal cancelaría el proyecto, tales rumores fueron desmentidos por la propia productora. Respecto al guion, Millar dijo que sería reescrito para eliminar el regreso de Fox, y la producción empezaría en 2010 para su estreno de 2011. En una sesión de preguntas de 2011, el productor Jim Lemley comentó: "Wanted 2 no se estrenará por ahora".